# السعيد بركات
السعيد بركات، مواليد 15 جوان 1948بسكرة، سياسي جزائري.
سعيد بركات حاصل على دكتوراه في الطب من جامعة الجزائر. بعد عمله كطبيب، عمل كصحفي في جريدة الشعب.
رئيس جمعية "حقوق الطفل"، وهو أيضًا عضو في مكتب اتحاد الأطباء الجزائريين، والهلال الأحمر الجزائري.
في عام 1999 تم تعيينه من قبل الرئيس عبد العزيز بوتفليقة، وزير الزراعة والتنمية الريفية، وفي عام 2008 تم تعيينه وزيراً للصحة.

## المتابعة القضائية في قضايا فساد
قد بدأ القضاء الجزائري منذ مايو 2019 استدعاء رجال أعمال وشخصيات كانت تشغل مناصب في أعلى هرم السلطة، للتحقيق معهم والاستماع لشهاداتهم، كما قرّر إيداع بعض منهم السجن على غرار الملياردير يسعد ربراب والإخوة كونيناف، المقربين من الرئيس عبد العزيز بوتفليقة، وكذلك مموّل حملاته الانتخابية، رجل الأعمال الشهير علي حداد، إذ يواجه هؤلاء تهماً تتعلق بالاستفادة من امتيازات وقروض كبيرة دون ضمانات، إلى جانب إجراء تحويلات مالية مشبوهة وتهريب أموال من العملة الصعبة نحو الخارج بطرق غير قانونية.
في 11 جوان 2019،و في هذا السياق، تنازل الوزير السابق السعيد بركات عن حصانته بصفته عضوا في مجلس الأمة بعد مباشرة إجراءات رفع الحصانة بطلب من وزير العدل حافظ الأحتام برفع الحصانة عن السعيد بركات وجمال ولد عباس.
في 8 جويلية 2019، أمر المستشار المحقق لدى المحكمة العليا، بوضع الوزير الأسبق، السعيد بركات، الحبس المؤقت بسجن الحراش، بعد الاستماع لأقواله في قضايا تتعلق بتبديد أموال عمومية، إبرام صفقة مخالفة للتشريع والتنظيم المعمول به والتزوير في محررات عمومية حين كان وزيرا للتضامن الوطني والأسرة.
في 16 سبتمبر 2020، وبعد محاكمة دامت 4 أيام كاملة، أدانت محكمة سيدي أمحمد، وزير التضامن والأمين العام لحزب الآفلان سابقا جمال ولد عباس بـ 8 سنوات حبسا وغرامة مالية تقدر بمليون دينار جزائري، كما وقعت عقوبة 4 سنوات حبسا نافذا وغرامة مالية تقدر بمليون دينار جزائري في حق الوزير الاسبق السعيد بركات، و3 سنوات في حق الأمين العام السابق لوزارة التضامن بوشناق خلادي ومليون غرامة مالية.